# South Park (Oxford)

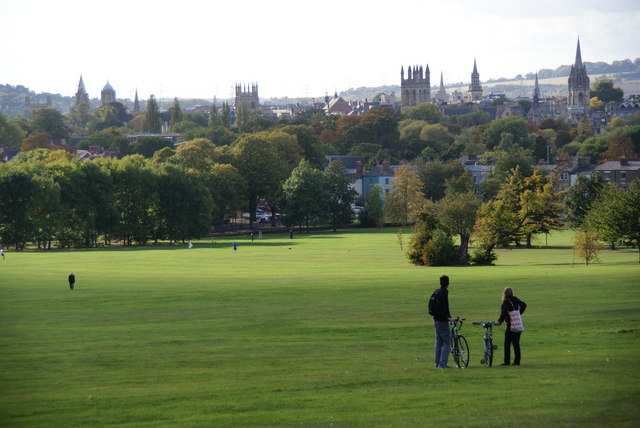
South Park mit Blick auf Oxford

Der South Park ist ein Park im Osten der englischen Stadt Oxford. Das etwa 20 Hektar große Gelände liegt auf einem Hügel; neben dem direkt angrenzenden Headington Hill Park handelt es sich um den größten Park der Stadt – die 10 Hektar größeren University Parks nördlich des Stadtzentrums befinden sich im Eigentum der University of Oxford. South Park besteht zu einem großen Teil aus freier Fläche und erlaubt so den Blick über die mittelalterliche Altstadt Oxfords. Nordöstlich des Parks befinden sich die Grundstücke der Oxford Brookes University und Cheney School.
Im Park selbst finden zahlreiche Veranstaltungen statt: die jährliche Parade des Lord Mayors ebenso wie das jährliche Feuerwerk des Oxford Round Table. Aufgrund seiner Aussicht diente der Park als Drehort für zahlreiche Film- und Fernsehproduktionen, die in Oxford gedreht wurden, ebenso wie die Freifläche sich für Konzertveranstaltungen anbietet.
Das Land war bis 1939 Privateigentum der Familie Morrell, die auf ihm auch ihren Sitz hatte und nach der die heute südlich am Park entlang laufende Morrell Avenue benannt ist. 1939 erwarb der Oxford Preservation Trust den Park und übergab ihn 1951 an die Stadt Oxford. Direkt gegenüber vom South Park liegt der Headington Hill Park, die beiden sind nur durch die Headington Road getrennt, die Oxford mit dem östlichen Stadtteil Headington und später mit London verbindet. 
Die aus Oxford stammende Band Radiohead veranstaltete anlässlich der Albumveröffentlichung von Amnesiac am 7. Juli 2001 ein Minifestival im Park. Neben Radiohead spielten Beck, Sigur Rós, Supergrass und Humphrey Lyttelton. Es kamen über 40.000 Menschen – die bis dato größte Zuschauermenge im Park.
In den 2010er Jahren wurden über den Park verteilt verschiedene Fitnessgeräte aufgestellt und im Osten ein großzügiger Abenteuerspielplatz errichtet.